# Ljuben Stanew
Ljuben Nikolow Stanew (bulgarisch Любен Николов Станев; * 4. Dezember 1924 in Plowdiw, Bulgarien; † 15. November 2009) war ein bulgarischer Schriftsteller.

## Leben und Karriere
Stanew studierte zunächst Medizin an der Medizinischen Fakultät der Staatlichen Universität Plovdiv Chilendar. Anschließend war er drei Jahre lang Militärarzt. Seit 1949 arbeitete er für literarische Zeitschriften und veröffentlichte Kurzgeschichten, Essays und Romane. Ab 1953 war er als Drehbuchautor tätig, so verfasste er unter anderem das Drehbuch für den Film Die Kleine (1959). Er hat acht Romane und mehrere Kurzgeschichten veröffentlicht.
Er war Gründer und Präsident des Verbandes der schreibenden Ärzte in Bulgarien sowie Vize-Präsident der Internationalen Union der Schriftsteller-Ärzte sowie Mitglied der UNESCO.

## Bibliographie (Auswahl)
Romane
- "Софийска история" (1975),
- "Вината" (1978),
- "Недей ми казва сбогом" (1978),
- "Заледеният мост" (1972)

Erzählungen
- "Пеницилин" (1952),
- "Студена къща" (1957),
- "Събота след обед" (1970)

Novellen
- "Семейство Ласкови" (1956),
- "Тази хубава зряла възраст" (1973).